# Sh2-252
Sh2-252, parfois également connue sous son nom propre de nébuleuse de la Tête de Singe, est une nébuleuse en émission visible dans la constellation d'Orion.
Elle est située dans la partie nord de la constellation, à la frontière des Gémeaux. Sa déclinaison n'est pas particulièrement septentrionale, ce qui signifie qu'elle peut facilement être observée depuis les deux hémisphères, bien que les observateurs de l'hémisphère nord aient un léger avantage. La période où elle atteint sa plus haute élévation au-dessus de l'horizon se situe entre novembre et mars.
Sh2-252 est une grande région HII qui s'étend sur environ 25 minutes d'arc à l'intérieur de la constellation d'Orion. Elle est aussi parfois identifiée comme NGC 2175, faisant référence à un amas ouvert qui pourrait ne pas exister physiquement, puisque les étoiles visibles dans la partie centre-sud de la nébuleuse appartiendraient à dix amas distincts situés à des distances comprises entre 410 et 8 100 parsec. Dans cette direction se trouve une étoile bleue cataloguée HD 42088, de magnitude 7,55, qui serait l'un des principaux contributeurs à l'ionisation des gaz de la nébuleuse. Sa position serait dans une région d'intersection entre deux ou peut-être trois nuages d'hydrogène neutre atomique (H2). Outre cette étoile, il y aurait d'autres étoiles contribuant à l'ionisation, dont la naine bleu-blanc LSV+20 16, de classe spectrale B1V, vraisemblablement une étoile Be de Herbig.
Au sein de la nébuleuse, un grand nombre d'étoiles jeunes sont connues. Parmi elles, des sources IRAS, notamment IRAS 06055+2039, qui contient un amas d'étoiles âgées de seulement 2 à 3 millions d'années, profondément immergées dans un nuage moléculaire très dense, dont la masse est comprise entre 7000 et 9000 M☉. Il existe également cinq sources connues d'ondes radio, cataloguées par les lettres A à E, dont quatre sont des sources compactes (Sh2-252A, Sh2-252B, Sh2-252C et Sh2-252E) et une (Sh2-252F) est plus dispersée et ionisée par l'étoile HD 42088. À celles-ci s'ajoute une source cataloguée comme Sh2-252D, mais qui pourrait correspondre à un objet situé en dehors de la Voie Lactée. Sh2-252E est associé à un amas contenant 21 étoiles immergées dans la région la plus brillante de la nébuleuse Sh2-252, dont deux étoiles de classe B et une de classe A. Outre ces objets, des masers d'eau et d'OH ont également été découverts.
Les mesures de la distance de cette nébuleuse varient d'une étude à l'autre, et se situent généralement entre 2 000 et 2 200 pc, dans les deux cas, la région se trouve dans le secteur occupé par l'association Gémeaux OB1, une association OB étendue située entre 1 500 et 2 000 pc.